# Dębowa Łąka (gmina)
Dębowa Łąka – gmina wiejska w województwie kujawsko-pomorskim, w powiecie wąbrzeskim. W latach 1975–1998 gmina położona była w województwie toruńskim.
Siedziba władz gminy to Dębowa Łąka.
Według danych z 30 czerwca 2004 gminę zamieszkiwały 3192 osoby.

## Struktura powierzchni
Według danych z roku 2002 gmina Dębowa Łąka ma obszar 86,13 km², w tym:
- użytki rolne: 85%
- użytki leśne: 8%

Gmina stanowi 17,18% powierzchni powiatu.

## Demografia

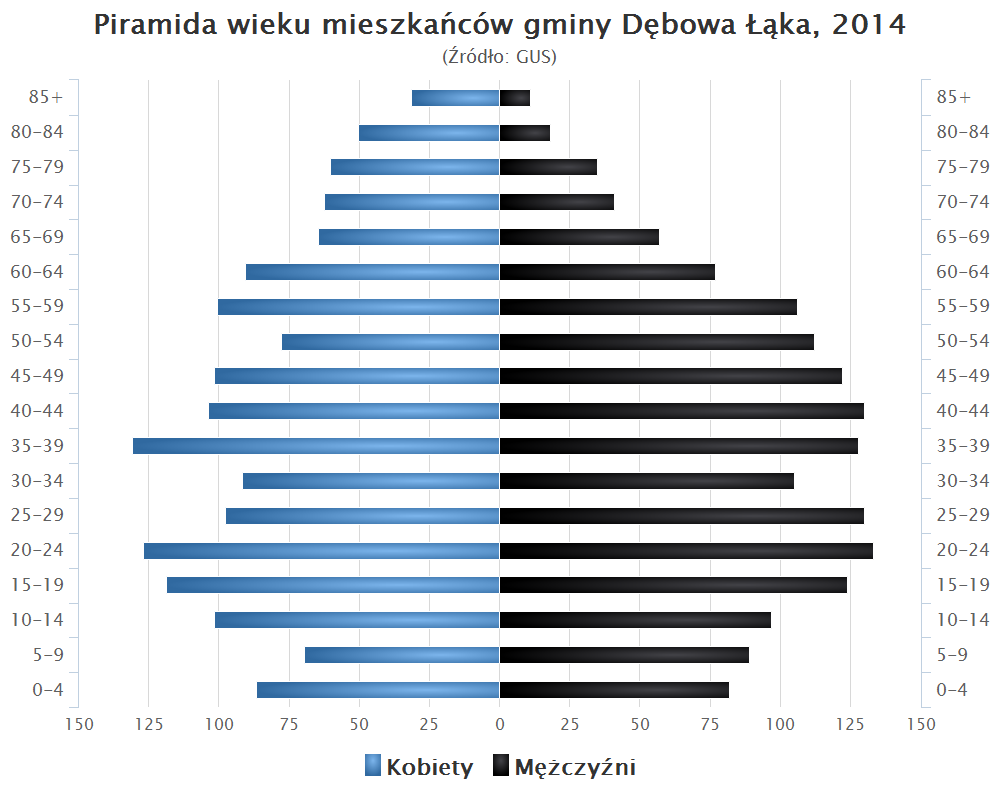
Piramida wieku mieszkańców gminy Dębowa Łąka w 2014 roku

Dane z 30 czerwca 2004:
| Opis                              | Ogółem | Ogółem | Kobiety | Kobiety | Mężczyźni | Mężczyźni |
| --------------------------------- | ------ | ------ | ------- | ------- | --------- | --------- |
| jednostka                         | osób   | %      | osób    | %       | osób      | %         |
| populacja                         | 3192   | 100    | 1576    | 49,4    | 1616      | 50,6      |
| gęstość zaludnienia (mieszk./km²) | 37,1   | 37,1   | 18,3    | 18,3    | 18,8      | 18,8      |

## Zabytki

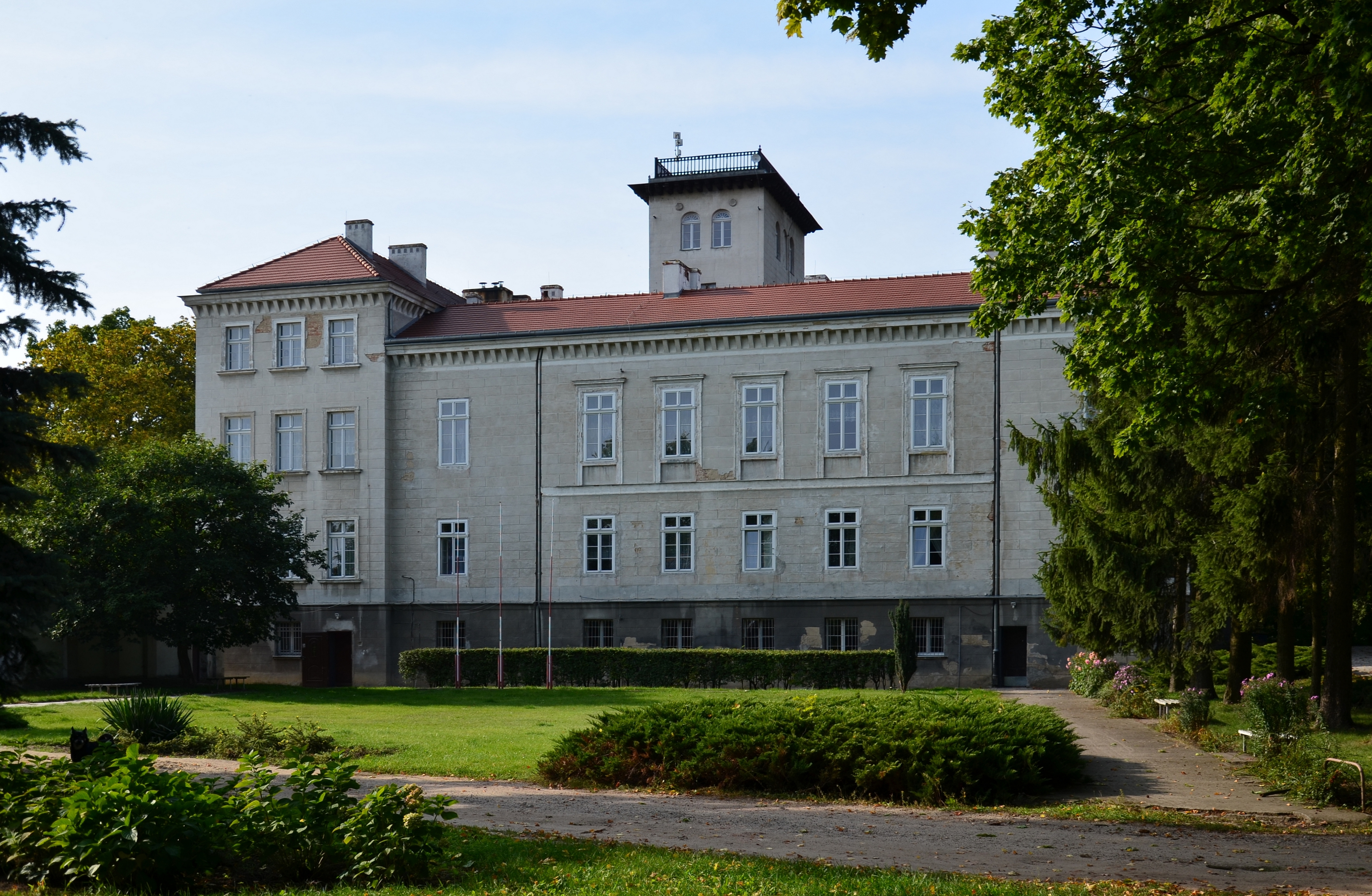
Pałac w Dębowej Łące

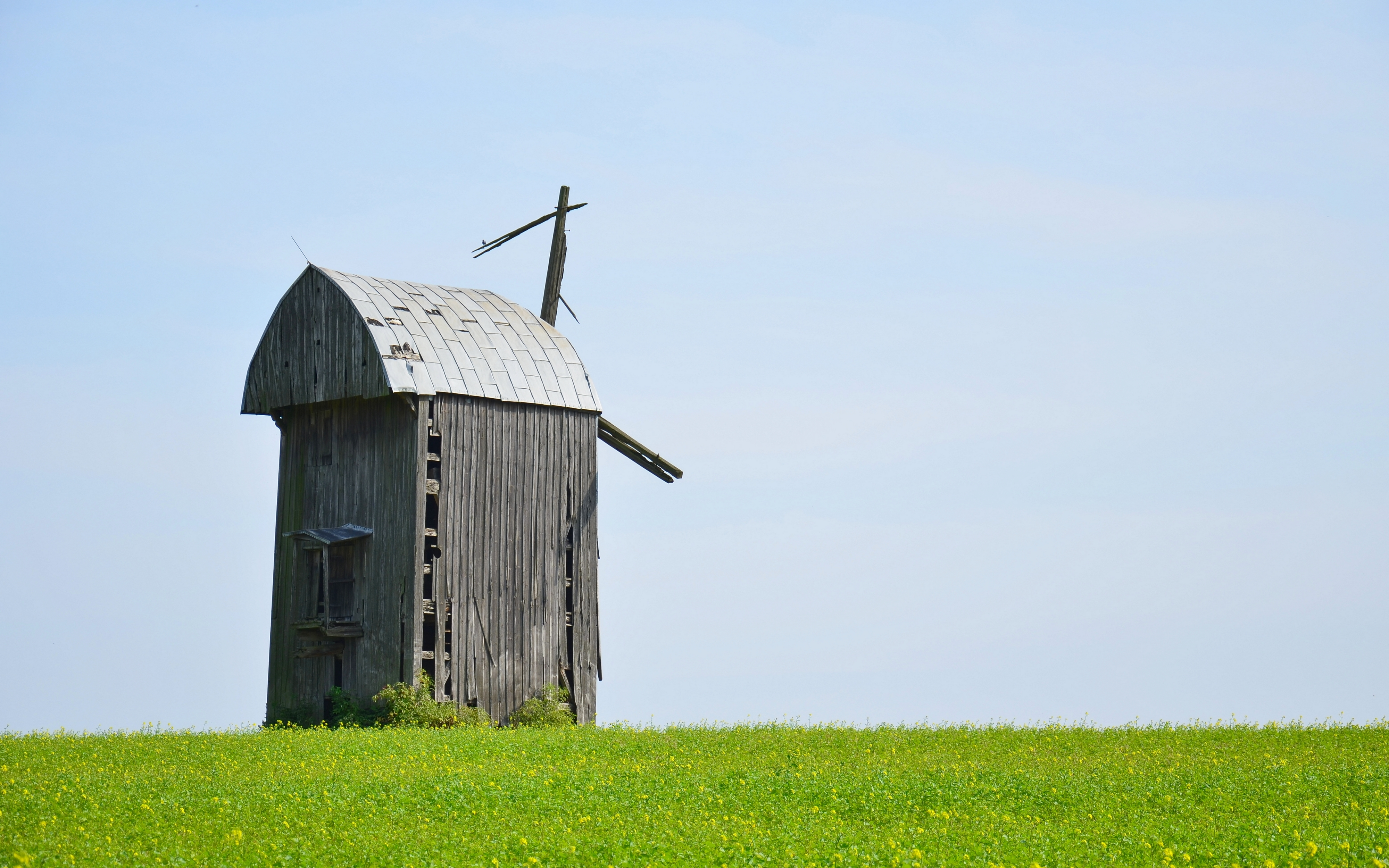
Koźlak w Kurkocinie

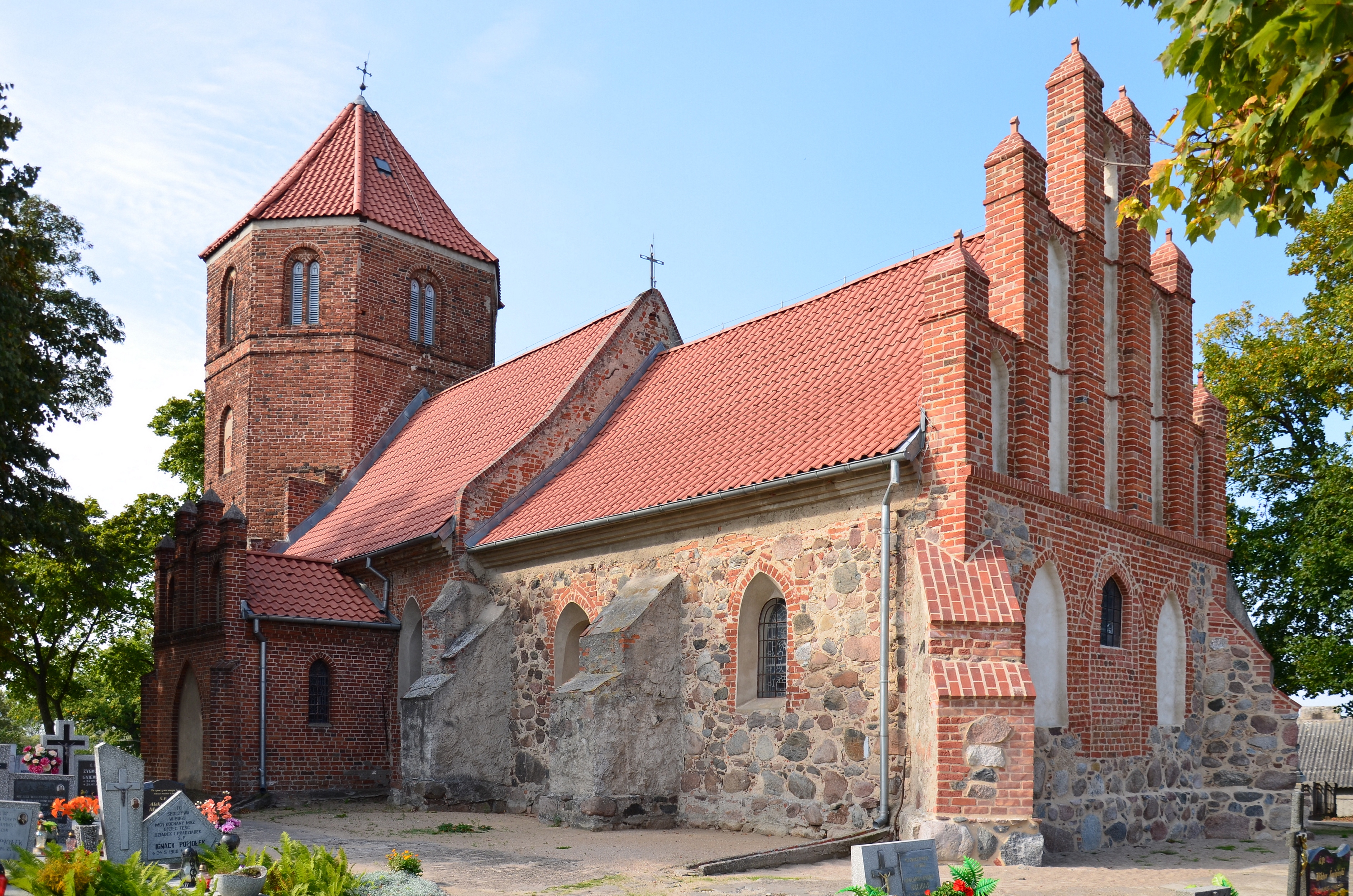
Kościół św. Jerzego w Niedźwiedziu

Wykaz zarejestrowanych zabytków nieruchomych na terenie gminy:
- zespół kościelny parafii pod wezwaniem św. Piotra i Pawła w Dębowej Łące, obejmujący: kościół z XIV w.; cmentarz przykościelny, nr A/191/1-2 z 06.05.1930 roku
- kościół ewangelicki, obecnie rzymskokatolicki filialny pod wezwaniem Matki Boskiej Bolesnej z lat 1900-01 w Dębowej Łące, nr A/195 z 15.10.2004 roku
- zespół pałacowy w Dębowej Łące, obejmujący: pałac z połowy XIX w.; dom ogrodnika z XIX/XX w. (nr 52/1-3 z 30.10.2002); park z pierwszej połowy XIX w. (nr A/52/3 z 11.03.2003)
- zespół kościelny parafii pod wezwaniem św. Bartłomieja w Kurkocinie, obejmujący: kościół z XIV w.; cmentarz przykościelny, nr A/196/1-2 z 13.07.1936 roku
- park dworski z połowy XIX w. w Kurkocinie, nr 497 z 01.10.1985 roku
- drewniany wiatrak koźlak z XIX/XX w. w Kurkocinie, nr 353 z 11.07.1980 roku
- cmentarz rzymskokatolicki z 1923 roku w Lipnicy, nr A/201 z 31.12.1987 roku
- zespół kościelny parafii pod wezwaniem św. Małgorzaty w Łobdowie, obejmujący: kościół z pierwszej połowy XIV w.; kostnicę z drugiej połowy XIX w.; cmentarz przykościelny; ogrodzenie, nr A/198/1-2 z 13.07.1936 roku
- zespół kościelny pod wezwaniem św. Jerzego w Niedźwiedziu, obejmujący: kościół z XIII-XIV w.; cmentarz przykościelny, nr A/199/1-2 z 22.04.1930 roku
- zespół dworski z drugiej połowy XIX w., w Niedźwiedziu, obejmujący: dwór (nr 448 z 22.09.1960); park(nr 442 z 08.10.1984)
- kościół parafii pod wezwaniem św. Jakuba z XIV w. w Wielkich Radowiskach, nr A/200 z 13.07.1936 roku.

## Sołectwa
Dębowa Łąka, Kurkocin, Lipnica, Łobdowo, Małe Pułkowo, Niedźwiedź, Wielkie Pułkowo, Wielkie Radowiska.
Pozostałe miejscowości: Feliksowo, Głodowo, Wymyślanka.

## Sąsiednie gminy
Bobrowo, Golub-Dobrzyń, Kowalewo Pomorskie, Książki, Ryńsk